# 79th Infantry Division (Vereinigte Staaten)
Die 79th Infantry Division (deutsch 79. US-Infanteriedivision) war ein Großverband der United States Army.

## Geschichte

### Erster Weltkrieg
Die Division wurde im August 1917 in Fort George G. Meade, Maryland aufgestellt. Im Juli 1918 kam sie als einer der Einheiten der American Expeditionary Forces nach Frankreich. Dort war sie an der Maas-Argonnen-Offensive beteiligt, woraus der Spitzname der Division, Cross of Lorraine, resultiert. Der wohl letzte Gefallene des Ersten Weltkriegs, Private Henry Nicholas Gunther, stammt aus den Reihen der Division. Er wurde am 11. November 1918 bei dem Versuch, ein deutsches MG-Nest zu stürmen, getötet. Insgesamt fielen während des Kriegs 1151 Soldaten der Division, während 5723 verwundet wurden. Im Mai 1919 kehrte der Verband in die Vereinigten Staaten zurück, ehe er dort im Juni deaktiviert wurde.

### Zweiter Weltkrieg

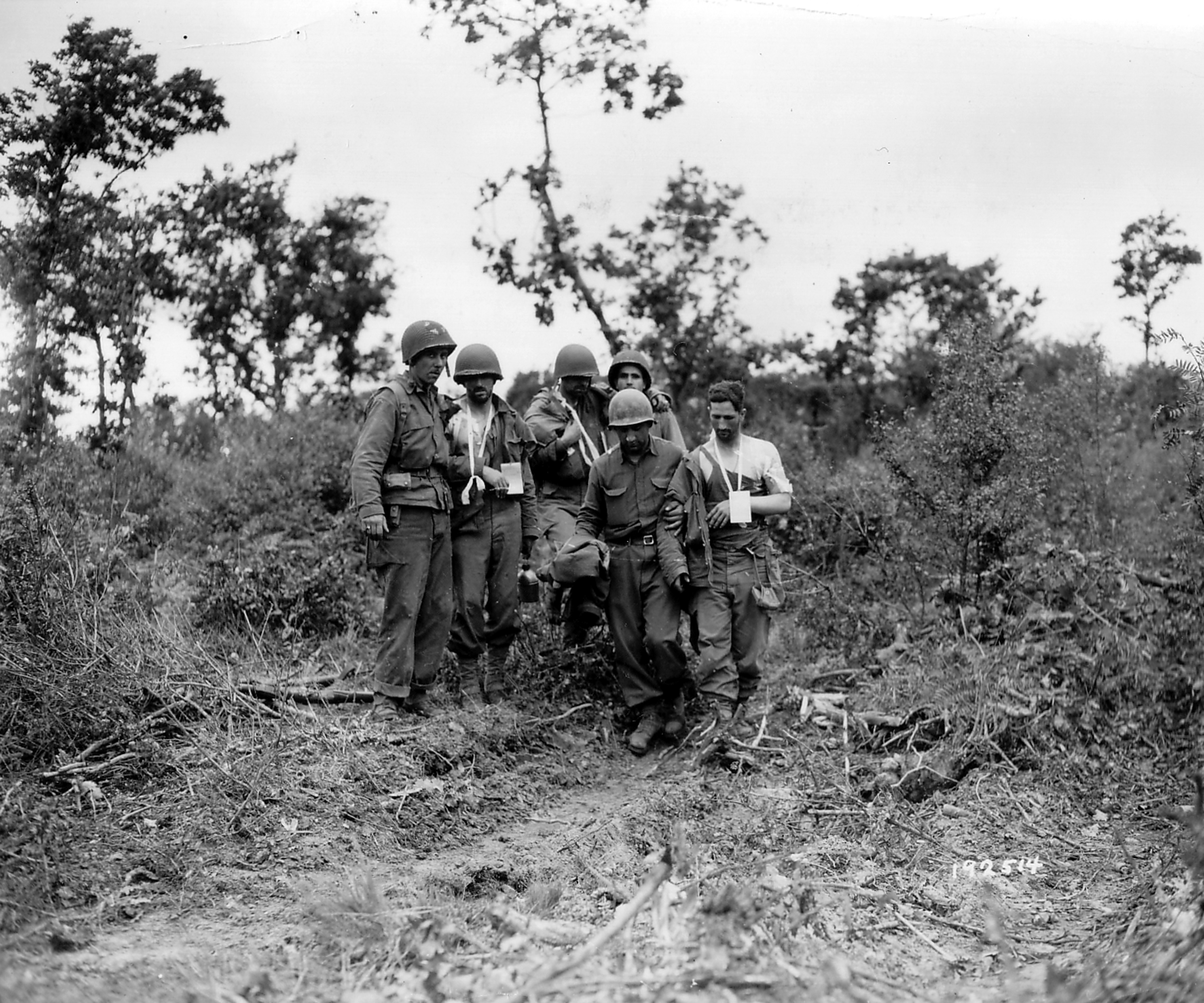
Verwundete Soldaten der 79th Infantry Division werden von Sanitätern versorgt. Aufgenommen während der Kämpfe in der Normandie, 7. Juli 1944.

Am 15. Juni 1942 erfolgte die Neuaufstellung der Division in Fort Pickett, Virginia. Im April 1944 kam sie nach Liverpool, Großbritannien. Nach der weiteren Ausbildung in England kam die 79th Infantry Division am 12. Juni über Utah Beach nach Frankreich, ab dem 19. Juni folgten Kämpfe bei Valognes und Cherbourg. Dabei gehörte die Division unter Major General Ira T. Wyche zum VII. Corps. Bei schweren Kämpfen konnte in der Schlacht um Cherbourg erst das Fort du Roule und Ende Juni die komplette Stadt erobert werden. Nachdem die Division Anfang Juli in die Defensive gegen die deutschen Gegner gehen musste, konnte La Haye-du-Puits am 8. Juli im Häuserkampf eingenommen werden. Nach der Einnahme von Lessay, wo auch ein Flugplatz der Luftwaffe lag, wurde die Sarthe überschritten. Am 8. August konnte Le Mans weitgehend unzerstört erobert werden. Nach heftigen Kämpfen um den alliierten Brückenkopf an der Seine kam die Division als Teil des XV. Corps in den Osten Frankreichs. Dort wurde am 12. September die Kleinstadt Charmes nach Häuserkämpfen befreit, ehe die Mosel überschritten wurde. Bis in den Oktober folgten Kämpfe im Département Meurthe-et-Moselle. Nach Kämpfen um Emberménil wurde die 79th Infantry Division zur Auffrischung am 24. Oktober von der Front abgezogen.
Die Division lag dann in Lunéville, ehe sie am 13. November wieder an der Front eingesetzt wurde. Es folgten über den Dezember bis Anfang Januar Kämpfe bei Hagenau und am Westwall. Bei Abwehrkämpfen gegen das Unternehmen Nordwind wurde die Division bei Hatten und Rittershoffen ebenfalls in schwere Gefechte verwickelt. Bis zum 6. Februar wurde dann eine Stellung an der Moder gehalten. Als Teil der 9. US-Armee (XVI. Corps) drang die Division dann weiter ins Innere des Deutschen Reichs vor. Am 24. März wurde der Rhein und wenig später der Rhein-Herne-Kanal überschritten. Hier kam auch die 750 Mann des 717. Panzerbataillons der US-Army in der Operation Plunder erstmals zum Einsatz. 
Es folgte die Beteiligung am Ruhrkessel. Bis zum Ende der Kämpfe in Europa am 8. Mai starben 2.476 Soldaten der Division, 10.971 wurden verwundet. Drei Soldaten erhielten für ihre Verdienste im Kampf die Medal of Honor, zahlreiche andere wurden ebenfalls ausgezeichnet. 
Nach Kriegsende wurden einzelne Divisionseinheiten für Besatzungsaufgaben nach Bayern und in die westliche Tschechoslowakei verlegt. Am 10. Dezember 1945 folgte die Rückverlegung in die USA, am 20. Dezember die Auflösung der Division.

### Nachkriegszeit
Im November 1946 wurde ein Reserveverband aufgestellt, der die Tradition der 79th Infantry Division fortsetzt. Er besteht bis heute als 79th Sustainment Support Command, der anderen Verbänden Unterstützungsarbeit leistet.

## Divisionskommandeure
- Generalmajor Joseph E. Kuhn, 25. August 1917 – Juni 1919
- Brigadegeneral W. J. Nicholson, (Stellvertreter) November 1917 – Februar 1918, Juni – Dezember 1918
- Generalmajor Ira T. Wyche, Juni 1942 – Mai 1945
- Brigadegeneral Leroy H. Watson, Mai – Juli 1945
- Generalmajor Anthony C. McAuliffe, (Stellvertreter) Juli – August 1945
- Brigadegeneral LeRoy H. Watson, August – Dezember 1945